# José María Cruz Novillo
José María Cruz Novillo (Cuenca, 1936), usualmente referido como Cruz Novillo, es un escultor, grabador, pintor y diseñador español conocido por diseñar algunos de los logotipos más reconocibles de España.

## Biografía

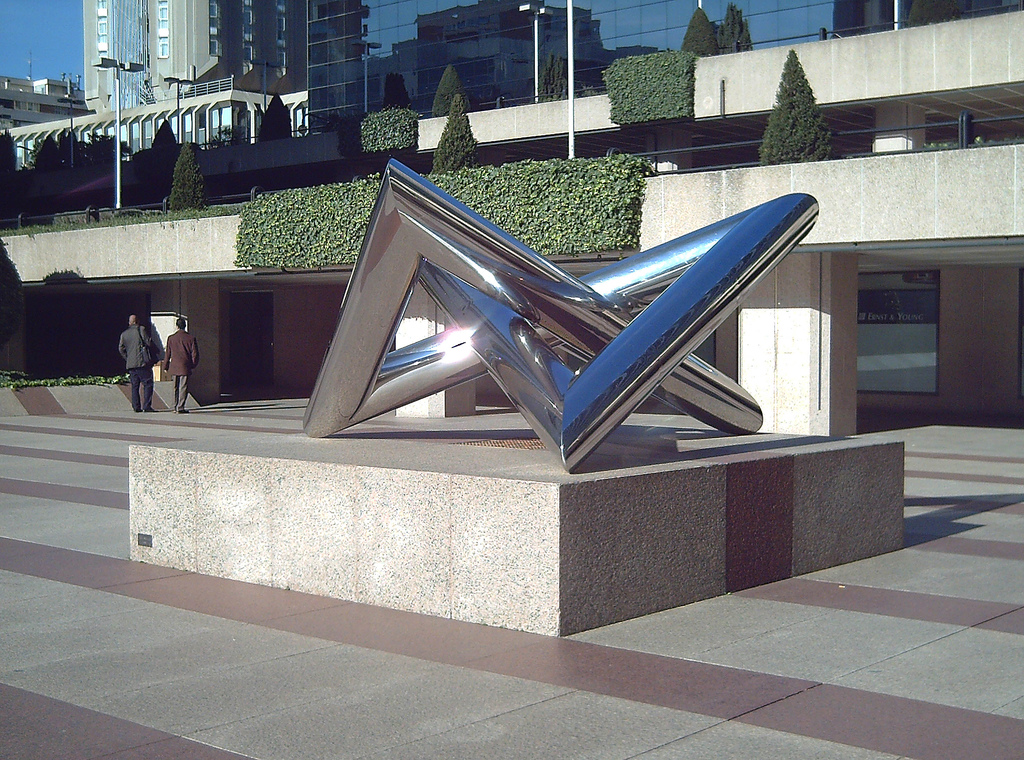
Escultura para la plaza de Picasso de Madrid (1989)

Cruz Novillo se inició en la pintura en su ciudad natal en 1950, y en 1958 se trasladó a Madrid comenzando el 9 de noviembre de ese año su carrera profesional como dibujante en Publicidad Clarín. En 1963 funda su propio estudio de diseño, pionero en España.
Es el autor de muchos logotipos, entre ellos el del periódico El Mundo, el puño y la rosa del PSOE, los billetes de pesetas del Banco de España, las identidades corporativas de la cadena COPE, Correos, Endesa, Banco Pastor, Repsol, Fundación ONCE, Diario 16, Antena 3 Radio y el primer logotipo de Antena 3 TV, El Economista, Renfe, el Cuerpo Nacional de Policía, Tesoro Público y el logo cultural de la Noche en Blanco de Madrid, así como coautor del escudo y la bandera de la Comunidad de Madrid, junto a Santiago Amón Hortelano.
También ha realizado carteles de películas como Barrio, Los lunes al sol, El sur, El espíritu de la colmena, Pascual Duarte, El año de las luces, Mamá cumple cien años, Hay que matar a B., La escopeta nacional, Familia y otros muchos.
Presidió[¿cuándo?] la ya desaparecida Asociación Española de Profesionales del Diseño (AEPD) y de la que también fue nombrado socio de honor. También es socio de honor de la asociación madrileña di_mad. Desde 2024 es Colegiado de Honor del Col.legi Oficial de Disseny Gràfic de Catalunya.

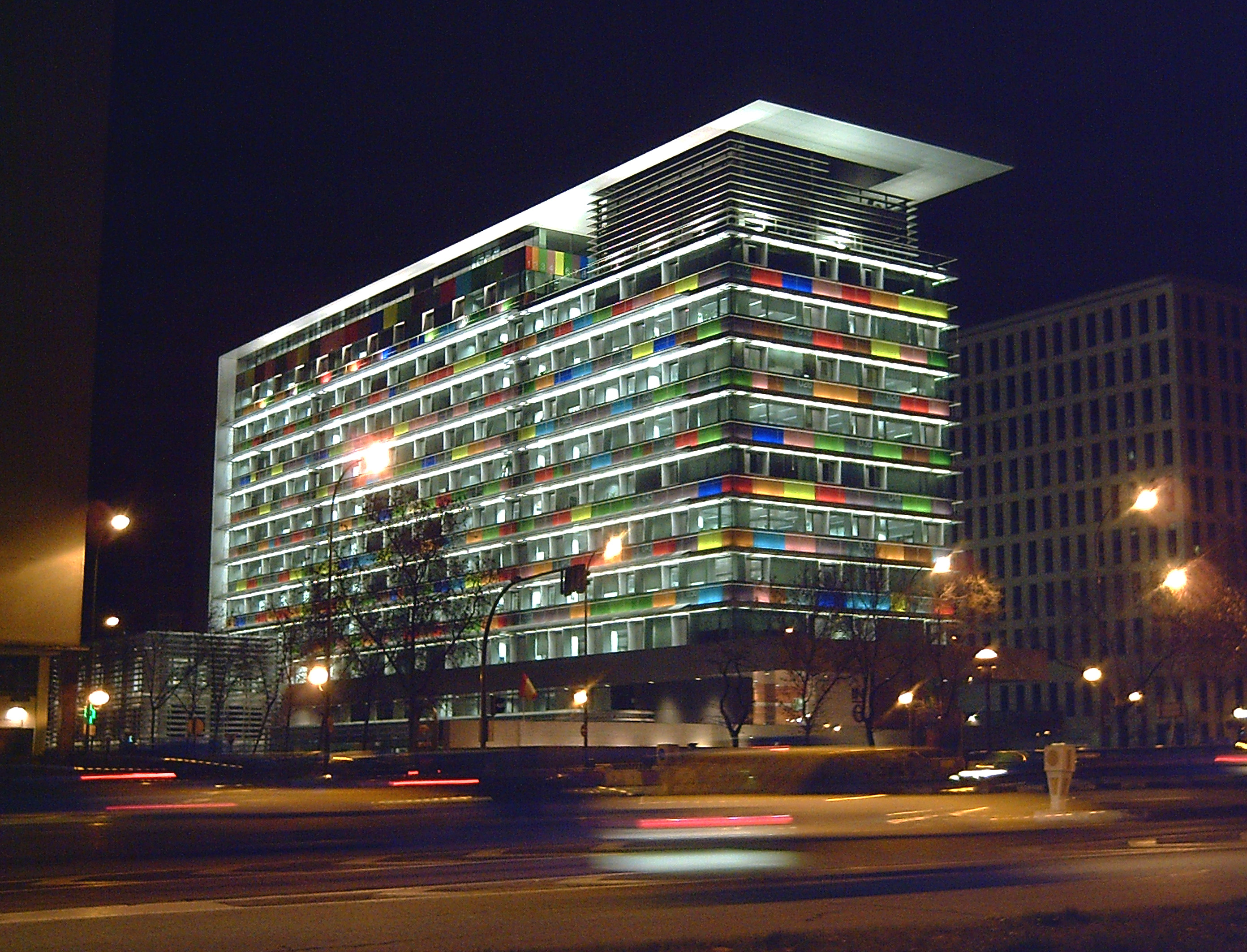
Fachada de la sede principal del Instituto Nacional de Estadística (Madrid, 2008)

En su faceta de escultor, ha participado en la Bienal de Sao Paulo, Feria Mundial de Nueva York y en las Ferias de Arte FIAC de París, Bassel Art, Art Cologne y en ARCO de forma habitual desde 1985, casi siempre con la galerista Evelyn Botella[cita requerida] y en los últimos años con la Galería Fernando Pradilla.
Cruz Novillo se ha centrado desde comienzos de la década de los 90 en el desarrollo del concepto "Diafragma", denominación que engloba multitud de obras cuya característica común es la combinación de un número variable de elementos monocromáticos, sonoros, fotográficos o tridimensionales. En 2008 terminó el llamado diafragma decafónico de dígitos en las fachadas de la sede principal del Instituto Nacional de Estadística de España, en Madrid, reformada por RLA, donde de nuevo se incorpora el sonido como un elemento más de la obra, produciendo un efecto de sinestesia. En ARCO'10 estrenó su "Diafragma dodecafónico 8.916.100.448.256, opus 14", obra cronocromofónica (según nomenclatura del artista pues está hecha de tiempo, color y sonido) de 3.392.732 años de duración en la que se produce una obra audiovisual única e irrepetible cada 12 segundos.
Cruz Novillo ha sido el artista del elenco de El Mundo en ARCO'20.
En 2007, Cruz Novillo fundó junto con su hijo Pepe (diseñador y arquitecto), el estudio Cruz más Cruz.
En noviembre de 2006 entró a formar parte de la Academia de Bellas Artes de San Fernando. En 2019 se ha estrenado en cines la película documental El hombre que diseñó España, que repasa la trayectoria de Cruz Novillo tanto en su faceta de diseñador como en la de artista plástico desde su primer logo (1957) y exposición individual (1972) hasta hoy. También en 2019 ha sido nombrado Cartero Honorario de Correos, el séptimo en los 300 años de historia de la compañía y el único en la actualidad junto a la reina Sofía.

## Premios
- Premio Nacional de Diseño (1997)
- Premio LAUS (1978)
- Premio AEPD (1993, 1995, 1996 y 2001)
- Premio Nacional de Pintura CCM (2002)
- Medalla FAD (2006)
- Premio de la Society of News Design a la cabecera mejor diseñada del mundo, para el diario El Economista (2006)
- Premio Castilla-La Mancha de Diseño (2008)
- Medalla de Oro al Mérito en las Bellas Artes (2012)[9]
- Premio Gràffica (2017)
- Premio Paraugas Honorífico (2019)
- Cartero Honorario de Correos (2019)
- Premio Interiores a la Trayectoria Profesional (2021)
- Premio LAUS de Honor (2023)
- Académico de la Real Academia de Bellas Artes de San Fernando